# Saladillo (partido)
Pour les articles homonymes, voir Saladillo.
Saladillo est un partido de la province de Buenos Aires, fondé en 1891, dont le chef-lieu est Saladillo.

## Histoire
Saladillo est le cas d'une ville qui est à la tête d'un partido situé dans la province de Buenos Aires et qui a été fondée plusieurs années après la création du partido. Depuis la présidence de Bernardino Rivadavia — au milieu des années 1820 — l'endroit a été l'un des premiers à être colonisé par des colons blancs après que la ligne de frontière sud, formée par la barrière naturelle du río Salado, séparant les terres blanches des territoires indigènes, ait été surmontée. Les premiers estancieros (éleveurs) se sont installés et ont progressivement peuplé les champs de bovins et de moutons. Rosas subdivise les vastes partido frontaliers et fonde le partido de Saladillo afin de contrôler plus efficacement les campagnes. Ce partido n'a aucune importance économique ou sociale.
Le 25 décembre 1839, par décret de Juan Manuel de Rosas, alors gouverneur de Buenos Aires, est créé le partido de Saladillo, qui tire son nom du ruisseau qui marque la limite nord-ouest du territoire et qui est un affluent du rio Salado. Plus tard - plus précisément le 31 juillet 1863 - le décret de fondation de la ville a été signé. En 1846, le premier juge de paix du partido de Saladillo entre en fonction. Il est chargé de l'organisation et de l'administration de la justice et du gouvernement.

## Économie
En 1870, la production de Saladillo était presque entièrement basée sur l'élevage de moutons, connu dans toute la province sous le nom de « fièvre de la laine » (fiebre lanar), suivi de l'élevage bovin et de la culture du blé, qui a été industrialisée dans la ville. À partir de 1900, le revenu des petits agriculteurs est basé sur l'agriculture. À partir de la deuxième décennie du XXe siècle, l'économie de Saladillo a commencé à décliner. En 1968, il n'y a pas eu de croissance économique : le bétail est resté présent sans augmentation et l'agriculture a diminué sa production. La solution adoptée par la population rurale a été de mener les deux activités. À la fin du XXe siècle, l'industrie a commencé à se développer, ce qui a généré davantage d'emplois. La plus importante était l'industrie de la construction, mais les plus importantes étaient Cargil, la minoterie et les usines de saucisses.
Actuellement, l'une des activités les plus importantes est l'agriculture céréalière et oléagineuse. Les principales cultures sont le soja, le tournesol, le maïs et le blé et, ces dernières années, l'arrivée de cultures telles que l'amandier et la vigne a élargi les perspectives économiques de la région.